# Theresa May
Theresa Mary May, Quý bà May, Nữ Nam tước May xứ Maidenhead (/təˈriːzə/; nhũ danh Brasier /ˈbreɪʒər/; sinh ngày 1 tháng 10 năm 1956) là một nữ chính trị gia người Anh đảm nhiệm cương vị Thủ tướng Vương quốc Anh và Lãnh tụ của Đảng Bảo thủ từ năm 2016 đến năm 2019. Bà đảm nhiệm vai trò Bộ trưởng Bộ Nội vụ từ 2010 tới 2016. Theresa May lần đầu được bầu làm Nghị sĩ Quốc hội (MP) của đơn vị bầu cử Maidenhead vào năm 1997. Về mặt lý thuyết, bà tự nhận mình là một người bảo thủ một quốc gia (one-nation conservative).
May lớn lên ở Oxfordshire và theo học trường St Hugh's College, Oxford. Từ năm 1977 đến năm 1983, bà làm việc cho Ngân hàng Anh, và từ năm 1985 đến năm 1997 tại Hiệp hội dịch vụ thanh toán Vương quốc Anh, cũng là một ủy viên hội đồng cho Durnsford ở Merton. Sau những nỗ lực không thành công để ứng cử vào Hạ viện vào các năm 1992 và 1994, bà được bầu làm Nghị sĩ Quốc hội, đại diện cho khu vực Maidenhead trong cuộc tổng tuyển cử năm 1997. Từ năm 1999 đến năm 2010, May đảm nhiệm một số chức vụ trong Nội các đối lập của William Hague, Iain Duncan Smith, Michael Howard, và David Cameron, bao gồm Bộ trưởng Giao thông và Bộ trưởng Việc làm và Lương hưu. Bà cũng là Chủ tịch Đảng Bảo thủ từ 2002 đến 2003.
Sau sự thành lập một chính phủ liên hiệp sau cuộc tổng tuyển cử năm 2010, May được bổ nhiệm làm Bộ trưởng Bộ Nội vụ và Bộ trưởng về Phụ nữ và Bình đẳng, từ nhiệm vai trò thứ hai vào năm 2012. Tái đắc cử sau chiến thắng của Đảng Bảo thủ trong cuộc tổng tuyển cử năm 2015, bà tiếp tục trở thành Bộ trưởng Bộ Nội vụ tại nhiệm lâu nhất trong hơn 60 năm. Trong nhiệm kỳ của mình, bà đã theo đuổi sự cải cách cho Liên đoàn Cảnh sát, một đường lối nghiêm khắc hơn về chính sách ma túy bao gồm việc cấm khat, giám sát việc giới thiệu các Ủy viên Cảnh sát và Tội phạm được bầu, trục xuất Abu Qatada, thành lập Cơ quan Tội phạm Quốc gia và bổ sung các giới hạn nhập cư.
Sau sự từ chức của Cameron, May đã chiến thắng một cuộc bầu cử lãnh đạo vào tháng 7 năm 2016, trở thành nữ Thủ tướng thứ hai sau Margaret Thatcher. Với vai trò Thủ tướng, May đã bắt đầu quá trình rút Vương quốc Anh khỏi Liên minh châu Âu, kích hoạt Điều 50 vào tháng 3 năm 2017. Vào tháng 4 năm 2017, May đã kêu gọi một cuộc tổng tuyển cử bất thường vào tháng 6, với mục đích tăng cường quyền lực của bà trong các cuộc đàm phán Brexit. Điều này dẫn đến một quốc hội treo, trong đó số ghế của Đảng Bảo thủ giảm từ 330 xuống 317, mặc dù đảng giành được số phiếu bầu cao nhất kể từ năm 1983, khiến bà phải làm trung gian cho một thoả thuận tín nhiệm và ngân sách với Đảng Liên hiệp Dân chủ (DUP) để hỗ trợ một chính phủ thiểu số.

## Quan điểm chính trị
May theo phái One Nation Conservative (mỗi người trong xã hội có bổn phận đối với những người khác) trong đảng bà.
Mô tả bà là một người bảo thủ tự do, báo Financial Times đánh giá bà là một "chính trị gia không ý thức hệ hoàn tất công việc mình không kiêng nể ai", so sánh bà với Thủ tướng Đức Angela Merkel (cả hai cùng có cha là mục sư).
Rebecca Glover của Đơn vị nghiên cứu chính sách đổi mới của tờ The Independent đối chiếu May với Boris Johnson, tuyên bố rằng bà đã "kiên quyết bảo thủ hơn, chống nhập cư hơn, và có tư tưởng cô lập nhiều hơn" so với ông.
May ủng hộ Anh ở lại EU trong chiến dịch trưng cầu dân ý năm 2016, nhưng đã không vận động rộng rãi trong cuộc trưng cầu và chỉ trích các khía cạnh của EU trong một bài phát biểu. Các nhà báo chính trị suy đoán May đã tìm cách giảm thiểu sự tham gia của mình trong các cuộc tranh luận để củng cố vị trí của mình như là một ứng cử viên tương lai để trở thành nhà lãnh đạo đảng Bảo thủ.
Trong lúc vận động để trở thành thủ tướng, May nói: "Chúng ta cần một nền kinh tế mà thích ứng với tất cả mọi người", hứa sẽ đối phó với việc trả lương quá cao cho các nhà điều hành doanh nghiệp bằng cách làm phiếu của cổ đông ràng buộc chứ không phải là do quyết định của tư vấn và đưa công nhân vào hội đồng quản trị công ty.
Bà đã từng có 1 câu nói để đáp trả Jeremy Corbyn tại PMQs thể hiện và khẳng định sự lãnh đạo siêu đẳng của mình: "Ông có thể lãnh đạo một cuộc biểu tình, còn tôi có thể lãnh đạo một đất nước"

### So sánh với Merkel
Cả hai là con của mục sư, có chồng nhưng không con. Khác với Merkel, May đồng ý với hôn nhân đồng tính nhưng lại bảo thủ trong vấn đề di dân.

## Thủ tướng
Sau khi May trở thành chủ tịch đảng Bảo thủ vì ứng cử viên thứ 2 còn lại rút lui vào ngày 11 tháng 7 năm 2016, David Cameron tuyên bố từ chức 2 ngày sau đó. Được Nữ hoàng bổ nhiệm, May trở thành nữ thủ tướng thứ 2 sau Margaret Thatcher, và là người đầu tiên trong thế kỷ 21.

### Nội các
Ngay buổi tối sau khi được bổ nhiệm, May đã nêu danh sách một số bộ trưởng mới trong đó có Boris Johnson được chọn làm bộ trưởng bộ ngoại giao và các vấn đề Khối Thịnh vượng chung Liên hiệp Anh.

### Brexit
Gần 3 tuần sau cuộc trưng cầu dân ý ra khỏi EU, ở Vương quốc Anh có thủ tướng mới. Nhiệm vụ quan trọng nhất của thủ tướng May trong vài tháng tới sẽ là làm giảm những hậu quả xấu cho nền kinh tế Anh do việc bầu cử Brexit và hoàn tất việc rút ra khỏi EU.
Quan điểm hiện thời của May là "Brexit có nghĩa là Brexit", không có vụ trưng cầu dân ý lần nữa. Tuy bà muốn giới hạn việc di dân từ các nước EU khác tới nhưng lại muốn giữ Anh trong thị trường chung EU và làm vững chắc vị trí của London như là trung tâm tài chính.
May cũng lập ra một chức vụ mới, thư ký quốc gia cho "Brexit và thương mại quốc tế", giao chức này cho nhà chính trị ủng hộ Brexit David Davis.

### Từ chức
Ngày 24/05/2019, trong một bài diễn văn ngắn Thereasa May thông báo sẽ từ chức chủ tịch đảng Bảo Thủ, tức là từ chức lãnh đạo chính phủ vào ngày 07/06.